# Замок Баллиналакен
Замок Баллиналакен (англ. Ballinalacken Castle) – один из замков Ирландии, расположен в приходе Киллилах, графство Клэр. Точное время постройки неизвестно, вероятнее всего, в XV веке. Замок башенного типа, ныне лежит в руинах. Замок расположен в районе, известном как Буррен – карстовый район в Ирландии с многочисленными выходами известняков на поверхность.

## История
Название замка происходит от ирландского выражения «Бале на лехан» (ирл. Baile na leachan) – «город плит», «город надгробий» или от выражения Бел Ах на Леха (ирл. Beal Áth na Leacha) – «брод в устье на плитах».
Замок был населен до конца XIX века. Затем был заброшен и начал разрушаться. Судя по всему[привести пример] замок был построен в XV веке на месте более древних оборонительных сооружений, от которых сейчас не осталось даже никаких следов. В конце XIV века ирландский вождь Лохлан Мак Кон О'Коннор из клана О'Коннор сообщал, что на этом месте он построил крепость. После этого замок несколько раз перестраивался.
В 1564 году клан О'Коннор потерял эту территорию вместе с замком. В 1584 году замок Баллиналакен был официально передан сэру Турлу О'Брайену (Sir Turlough O'Brien). В 1641 году вспыхнуло восстание за независимость Ирландии. Замок долгое время контролировали повстанцы. После того как Оливер Кромвель утопил восстание в крови, сын Турлу О'Брайена – Даниэль О'Брайен обращался к английским властям с просьбой не разрушать замок. Он и его сын Тегу О'Брайен (Teigue O'Brien) отстроили замок и назывались лордами Баллиналакен. Сын Тэгу — Донох О'Брайен именовал себя Донох Баллиналакен.
К середине XVIII веке замком владела ветвь Эннистимон О'Брайен. Потом замок перешел к другой ветви клана О'Брайен. Ветка Баллиналакен О'Брайен вела свою родословную от Турлу Дона (Turlough Don), умершего в 1528 году. Ветка Эннистимонп О'Брайен вела свой род от сэра Дональда О'Брайена, умершего в 1579 году, который построил замок Доу (Лагинч). Во время войны 1641–1642 годов замком владел Даниэль О'Брайен Доу. В 1654 году английские войска разрушили и уничтожили многие из ирландских замков, но замок Баллиналакен  был сохранен. Некоторое время замком владел офицер армии Оливера Кромвеля — капитан Гамильтон. Но после реставрации монархии клан О'Брайен вернул себе замок Баллиналакен в 1667 году. На то время клан О'Брайен был одним из самых могущественных ирландских кланов. Кроме замка Баллиналакен он владел еще несколькими замками на западе Ирландии.

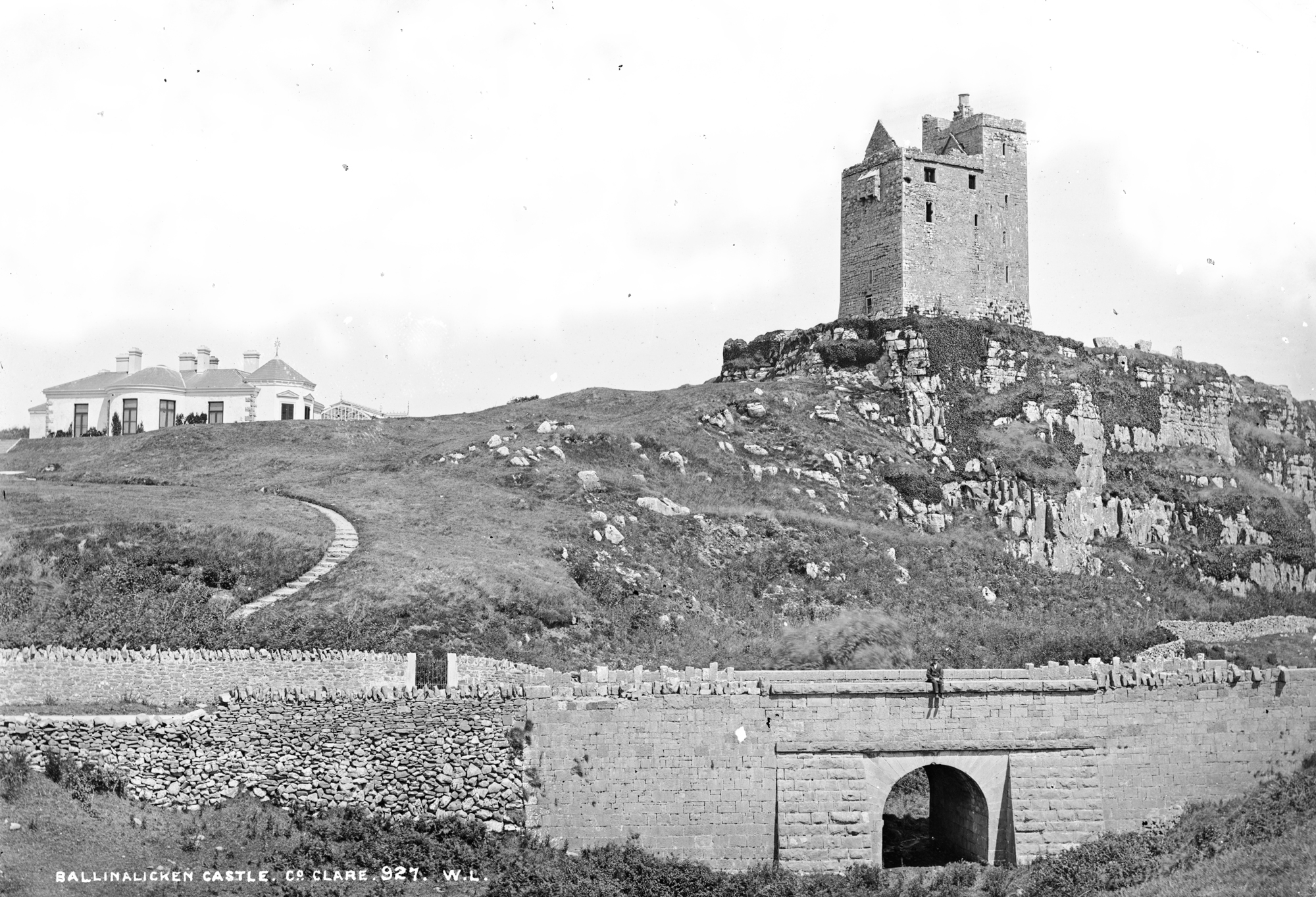
Замок Баллиналакен в XIX веке.

В 1837 году владелец замка решил отремонтировать его. К замку был пристроен дом, в котором в 1840-х годах жил лорд О'Брайен. Это был Джон О'Брайен — депутат парламента Соединенного королевства Великобритании и Ирландии — старший сын Джеймса О'Брайена и Маргарет О'Брайен. Маргарет О'Брайен стала вдовой в 1806 году и вышла замуж за Корнелиуса О'Брайена. Джон О'Брайен был отцом Питера О'Брайена.
В замке есть мраморный камин, вырезанный из цельной глыбы камня. Также в замке есть оригинальные витражи и каменный герб вождей клана О'Брайен. Резиденция вождей клана О'Брайен была переделана под гостиницу в 1938 году.
В старые времена[когда?] замок был окружен стеной и рвом, к замку вел подъемный мост и ворота, которые закрывались механически. Башня и дом состояли из двух секций, которые позже[когда?] были соединены. Сохранились бойницы, винтовые лестницы, ведущие на три верхних этажа, была навесная бойница. Окна маленькие, что было необходимо для обороны. Сохранился старый дымоход, построенный в 1641 году. Есть несколько бойниц для ружей.